# 칠산서부동
칠산서부동(七山西部洞)은 대한민국 경상남도 김해시의 행정동이다. 1998년에 칠산동과 서부동을 통합하여 칠산서부동을 설치하였다. 임호산 남쪽 자락에 남해고속도로가 동서로 가로지르고, 남북으로 부산 강서구 강동동과 김해시 부원동이 경계하고 있다. 서김해 나들목 진입로에 인접해 있어 대단위 주택지의 인구와 먹거리 촌이 증가해가는 추세에 있다. 지역 주민의 32% 정도가 농업에 종사하는 도농통합형 전원도시 형태를 갖추고 있으며, 농가 대부분의 특산물이 참외 재배에 종사하고 있다.

## 연혁
김해는 신라시대부터 ‘금관군’ 또는 ‘금관소경’으로 불리게 되면서 시작된 유서 깊은 가야 문화의 발상지로서 대도시 부산과 인접된 광활한 김해평야를 소유한 풍요로운 전원 도시이다. 42년에 김수로왕이 가락국을 건국하여 6가야의 맹주국이 되었으나 532년 가락국 10대 구형왕 12년에 신라에 합병되어, 금관군으로 호칭되었으며 삼국통일후 680년 문무왕 20년에는 ‘김해소경’으로 개칭되어 이때부터 김해의 명칭이 최초로 생겼다.
- 1914년 이전에는 김해부 23면의 하나인 칠산면
- 1914년 : 우부면으로 행정구역 폐합(칠산면은 없어짐)
- 1918년 : 우부, 좌부의 두 면을 합하여 김해면으로 통합
- 1931년 11월 1일 : 김해읍으로 승격
- 1947년 6월 25일 : 풍유리는 풍유동으로 이동리는 이동으로 음법리는 명법동으로 각각 개칭(칠산은 서부출장소에 속함)
- 1976년 8월 1일 : 김해읍에 중부, 동부, 서부의 3개 출장소가 설치
- 1981년 7월 1일 : 김해읍이 김해시로 승격 10개동의 하나인 칠산동으로 명명
- 1998년 9월 12일 : 칠산동과 서부동이 통합되어 칠산서부동으로 명명하게 되었음.

## 법정동
- 풍유동
- 명법동
- 이동
- 화목동
- 흥동
- 전하동
- 강동

## 학교
- 김해봉황초등학교
- 칠산초등학교
- 경남은혜학교

## 주요 기관
- 김해서부경찰서 칠산파출소
- 김해우체국
- 국민건강보험공단김해지사
- 국립농산물품질관리원 경남지원김해양산출장소
- 한국환경자원공사 부산경남지사
- 김해농협 서김해지점
- 칠산 새마을금고
- 서부 새마을금고